# Бердуны

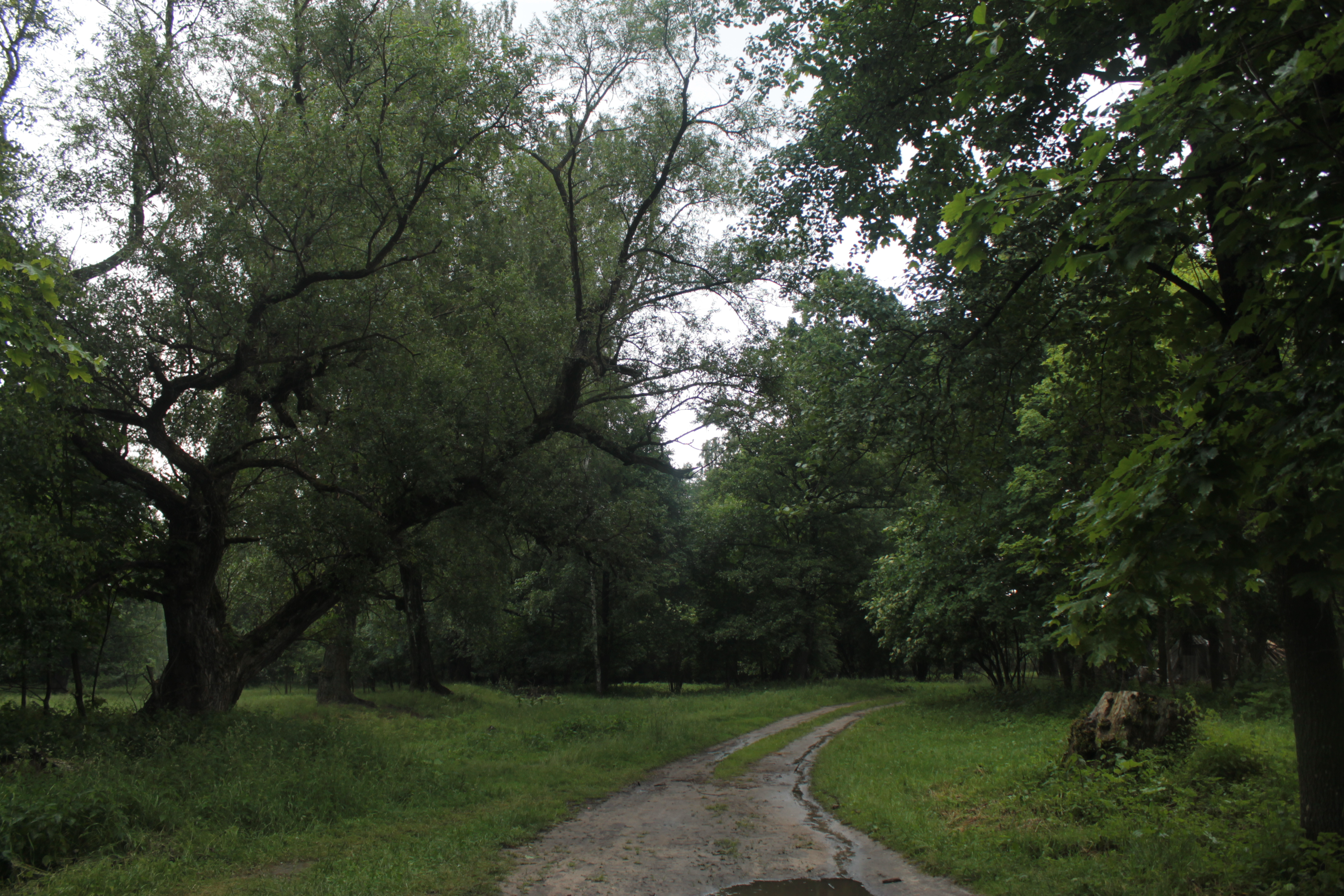
Усадебный парк

Бердуны (бел. Бярдуны) — деревня в Пинском районе Брестской области, в составе Оховского сельского совета. Население 67 человек (2009).

## География
Бердуны находятся в 7 км к северо-западу от центра Пинска. По северной окраине деревни протекает небольшая река Меречанка, приток Ясельды, по южной проходит шоссе М10 (Гомель — Кобрин). К западу от деревни расположена деревня Гончары, с востока — Посеничи.

## История
В 1853 году небольшое имение Бердуны купил Константин Клиановский, позднее им владела его вдова Мария, а от неё имение перешло к дочери Брониславе, состоявшей в браке с Петром Лейнвебером. Во второй половине XIX века Клиановскими была заложена усадьба, выстроен деревянный усадебный дом и хозпостройки, заложен парк.
Согласно Рижскому мирному договору (1921) деревня вошла в состав межвоенной Польши, польские власти взяли усадебный дом под охрану, как памятник. С 1939 года в составе БССР. После Великой Отечественной войны в усадебном доме размещалась школа, затем обветшавшее здание было снесено. От бывшей усадьбы Клиановских сохранился лишь парк.